# Luxeroth
Luxeroth est un hameau de la commune belge d’Attert située en Région wallonne dans la province de Luxembourg. Il fait partie de la section d’Attert.